# Avenida del Mar (Castellón)
CV-1540 - Avenida del Mar (en valenciano Avinguda del Mar), vía urbana comunica Castellón con el distrito marítimo del Grao.

## Recorrido (tramo interurbano)
| Velocidad | Esquema                                                                        | Esquema | Esquema                                                                  | Notas |
| --------- | ------------------------------------------------------------------------------ | ------- | ------------------------------------------------------------------------ | ----- |
|           | avda. del Mar centro ciudad                                                    |         |                                                                          |       |
|           | c/ Pablo Iglesias c/ Martín Alonso Bº Grapa - Bº Peri 18 Museo de Bellas Artes |         | avda. Columbretes Ciudad de la Justicia Auditorio y Palacio de Congresos |       |
|           | Continuación de la avda. del Mar (tramo interurbano)                           |         | Continuación de la avda. del Mar (tramo urbano)                          |       |
|           | rondas CV-18 Almazora N-340 CV-10 E-15 AP-7 Villarreal - Valencia              |         | rondas CV-149 Benicasim N-340 E-15 AP-7 Tarragona - Barcelona            |       |
|           |                                                                                |         | centro comercial                                                         |       |
|           | CS-22 N-340 AP-7 CV-10 Valencia - Barcelona                                    |         | CS-22 puerto Grao norte - Benicasim                                      |       |
|           | camino Donación                                                                |         | camino Donación                                                          |       |
|           | calle Juan de Austria Grao                                                     |         | avda. Serradal Benicasim (por el Serradal)                               |       |
|           | calle Serrano Lloberes Grao - playas Benicasim (por la costa)                  |         |                                                                          |       |

- Datos: Q5714278